# 海河东路隧道
海河东路隧道是一条天津站前广场的地下交通通道，于2008年8月1日建成通车。该隧道1公里，道路宽26米，其间为双向6车道地下交通，其中，从进步道通向海河东路的隧道为自西向东方向的车流，从海河东路通向建国道的隧道为自东向西方向车流。此外，海河东路隧道还设有地下立交二层结构，地下一层为公交车、出租车停靠站，地下二层设有约440个车位的大型停车场，一、二层之间的夹层为自行车停放区和集散大厅。

## 链接
- 天津站